# Шахтар (Кіровськ)
«Шахтар» (Кіровськ) — радянський футбольний клуб з Кіровська. Заснований у 1962 році.

## Досягнення
- У другій нижчій лізі СРСР — 19 місце (в фінальному турнірі УРСР класу «Б» 1970 рік).

## Результати виступів
| Сезон | Турнір                                                     | Досягнення  |
| ----- | ---------------------------------------------------------- | ----------- |
| 1968  | Чемпіонат УРСР серед КФК                                   | ?-е місце   |
| 1969  | Чемпіонат УРСР серед КФК, 1 зона                           | 1-ше місце  |
| 1969  | Чемпіонат УРСР серед КФК, фінал                            | 1-ше місце  |
| 1970  | Чемпіонат СРСР 1970, клас «Б», фінал УРСР за 15 — 27 місця | 19-те місце |